# Costel Pantilimon
Costel Fane Pantilimon (n. 1 februarie 1987, Bacău, România) este un fotbalist român liber de contract, care joacă pe post de portar. Pe plan internațional, are prezențe la națională pentru România Sub-17, România Sub-19, România Sub-21 și România. Cu o înălțime de 203 cm, Pantilimon era, în perioada petrecută în Anglia, cel mai înalt jucător din Premier League.
El a debutat în Liga I la data de 4 martie 2007, într-un meci împotriva lui Dinamo București, terminat 1-1. A debutat în grupele UEFA Champions League la Manchester City la data de 7 noiembrie 2013.

## Cariera

### Poli Timișoara
După scurta ședere la Aerostar Bacău, Pantilimon a fost achiziționat de echipa a doua a Politehnicii Timișoara. Un singur sezon a petrecut la echipa a doua a bănățenilor și i-a convins pe aceștia să îl ia la prima echipă. La început, Pantilimon a fost portarul rezervă al lui Poli, după Marius Popa. În mai 2008, patronul echipei, Marian Iancu, l-a trimis pe Marius Popa la echipa a doua, Pantilimon devenind titular. El a făcut parte din echipa Timișoarei care a învins câștigătorii Cupei UEFA, Șahtior Donețk (2-2 în tur la Donețk, 0-0 la Timișoara), în preliminariile UEFA Champions League 2009-2010. El a jucat toate cele 90 de minute din fiecare meci.

### Manchester City

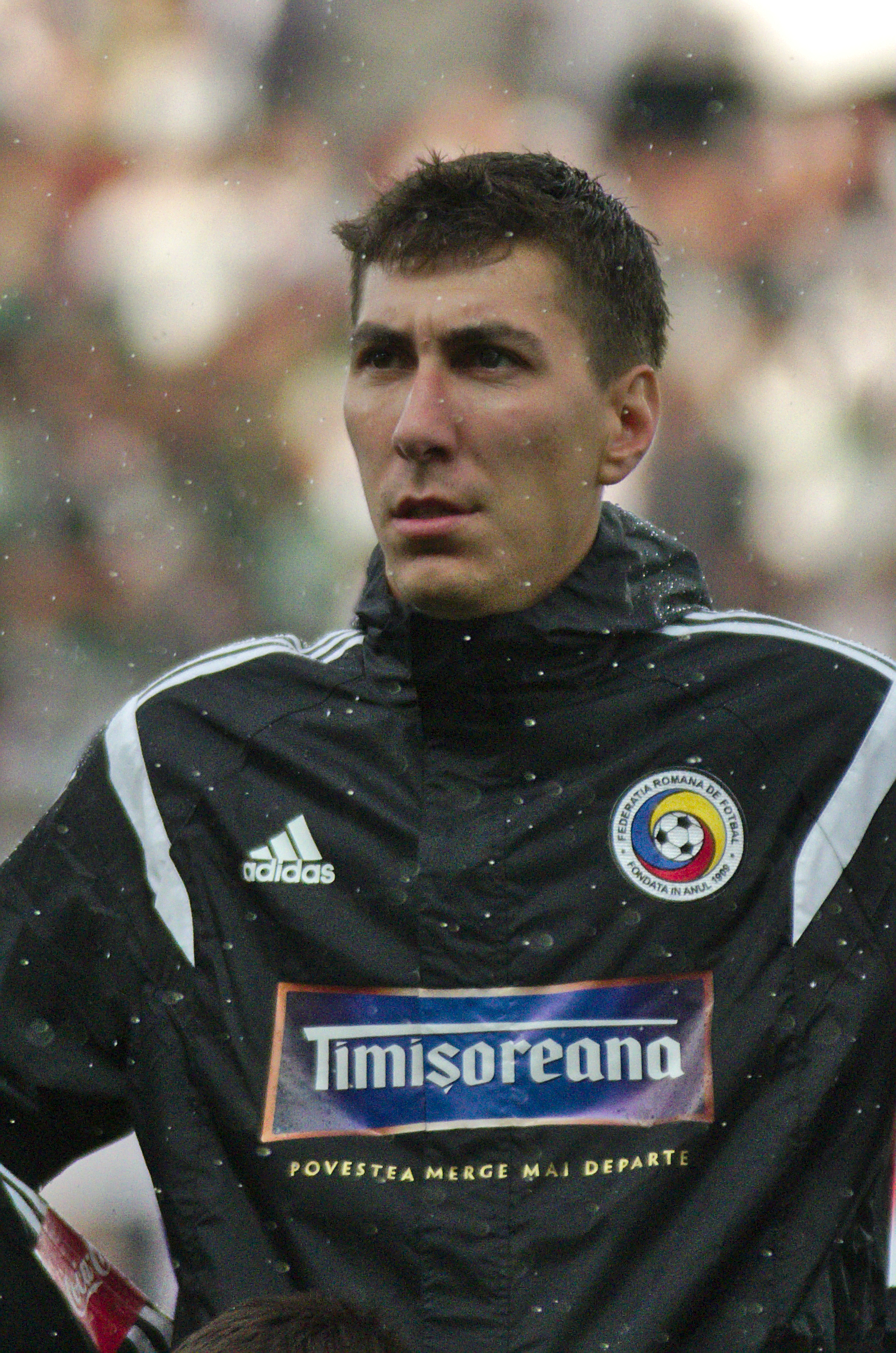
Costel Pantelimon la un meci al naționalei României în 2014.

Pe 11 august 2011, a semnat cu Manchester City un împrumut pe un an.  El a debutat într-un meci de Cupa Ligii, câștigat în fața celor de la Birmingham City pe 21 septembrie 2011. Nu a jucat în Premier League, dar i-a convins pe cei de la Manchester City să plătească 3 milioane de lire sterline pentru a-l cumpăra. De-alungul sezonului 2012-2013, a jucat doar în cupe, dar a avut mereu prestații bune, astfel că fostul antrenor, Roberto Mancini, s-a gândit să îl folosească în finala Cupei Ligii. Însă Mancini s-a răzgândit înainte de meci și l-a preferat pe Joe Hart. După ce a impresionat în meciurile de Cupa Ligii cu Wigan și Newcastle, Pantilimon a debutat în sfârșit în Premier League la 2 noiembrie 2013, în meciul cu Norwich, fiind selectat de Manuel Pellegrini cum Hart a avut evoluții proaste. Pantilimon a continuat evoluția bună, jucând șase meciuri în Premier League fără să primească gol, iar acesta a debutat în UEFA Champions League împotriva echipei ȚSKA Moscova, meci câștigat 5-2. După un nereușit 6-3 cu Arsenal, Pantilimon a fost îndepărtat din postul de titular în Premier League și înlocuit cu Hart.

### Sunderland
Pe 16 iunie 2014, Costel a semnat un contract pe patru ani cu Sunderland, echipa din nord-estul Londrei, venind să îl înlocuiască pe italianul Vito Mannone.
A debutat la 27 august, în victoria din turul al doilea al Cupei Ligii cu Birmingham City, neprimind gol într-o victorie cu 3–0 pe St Andrew's. Pantilimon a început sezonul ca rezervă a lui Vito Mannone dar, după slaba prestație în înfrângerea cu 8–0 în fața lui Southampton și în cea cu 2–0 la Arsenal, italianul a fost retrogradat ca rezervă, și Pantilimon a debutat în Premier League pentru Sunderland într-o victorie cu 3–1 la Crystal Palace la 3 noiembrie 2014, devenind astfel titular pentru restul sezonului. A început sezonul următor tot ca titular, dar și-a pierdut locul în favoarea lui Mannone, ajungând în cele din urmă al treilea portar, după Jordan Pickford.

### Watford
La 19 ianuarie 2016, Pantilimon a trecut la Watford, rivalii din Premier League ai fostei sale echipe, semnând un contract pe trei ani și jumătate, pentru o sumă confidențială. A debutat pentru Hornets la 30 ianuarie în victoria din turul al patrulea al Cupei Angliei în deplasare la Nottingham Forest și a fost titular și în turul al cincilea contra lui Leeds United, neprimind gol în niciunul din meciuri. A debutat și în Premier League într-o înfrângere cu 6–1 la Liverpool în 6 noiembrie 2016. A continuat însă să fie rezerva lui Heurelho Gomes, intrând doar în încă un meci după ce Gomes s-a accidentat.

### Împrumutul la Deportivo
La 1 septembrie 2017, Pantilimon a fost împrumutat în La Liga, la Deportivo La Coruña, pentru un an, până la 20 mai 2018. După meciul cu Atletico Madrid din noiembrie, când a primit gol în ultimul minut, spre nemulțumirea fanilor, Pantilimon nu a mai fost titular și nu a mai prins nici banca de rezerve. În aceste condiții, împrumutul a fost anulat încă din iarnă, iar clubul Watford a negociat un alt împrumut, la Nottingham Forest.

### Nottingham Forest
În urma anulării împrumutului la Deportivo în iarna lui 2018, Pantilimon este împrumutat la Nottingham Forest, până în vară.

## Palmares
Manchester City
- Premier League: 2013–14
- Football League Cup: 2013–14
- FA Community Shield: 2012

## Statistici
La 30 mai 2014.
| Club            | Sezon         | Campionat | Campionat | Cupă    | Cupă   | Cupa Ligii | Cupa Ligii | Altele  | Altele | Total   | Total  |
| Club            | Sezon         | Meciuri   | Goluri    | Meciuri | Goluri | Meciuri    | Goluri     | Meciuri | Goluri | Meciuri | Goluri |
| --------------- | ------------- | --------- | --------- | ------- | ------ | ---------- | ---------- | ------- | ------ | ------- | ------ |
| Poli Timișoara  | 2006–07       | 8         | 0         | 2       | 0      | 0          | 0          | 0       | 0      | 10      | 0      |
| Poli Timișoara  | 2007–08       | 5         | 0         | 0       | 0      | 0          | 0          | 0       | 0      | 5       | 0      |
| Poli Timișoara  | 2008–09       | 31        | 0         | 5       | 0      | 2          | 0          | 0       | 0      | 38      | 0      |
| Poli Timișoara  | 2009–10       | 21        | 0         | 0       | 0      | 9          | 0          | 0       | 0      | 30      | 0      |
| Poli Timișoara  | 2010–11       | 28        | 0         | 1       | 0      | 3          | 0          | 0       | 0      | 32      | 0      |
| Poli Timișoara  | Total         | 93        | 0         | 8       | 0      | 14         | 0          | 0       | 0      | 115     | 0      |
| Manchester City | 2011–12       | 0         | 0         | 1       | 0      | 0          | 0          | 4       | 0      | 5       | 0      |
| Manchester City | 2012–13       | 0         | 0         | 5       | 0      | 0          | 0          | 1       | 0      | 6       | 0      |
| Manchester City | 2013–14       | 7         | 0         | 5       | 0      | 1          | 0          | 5       | 0      | 18      | 0      |
| Manchester City | Total         | 7         | 0         | 11      | 0      | 1          | 0          | 10      | 0      | 29      | 0      |
| Sunderland      | 2014–15       | 0         | 0         | 0       | 0      | 0          | 0          | 0       | 0      | 0       | 0      |
| Total carieră   | Total carieră | 100       | 0         | 19      | 0      | 15         | 0          | 10      | 0      | 144     | 0      |